# Église Saint-Nicolas de Champ Borne
L’église Saint-Nicolas  était un édifice religieux catholique, situé dans l'Est de l'île de La Réunion dans le lieu-dit Champ Borne. L'église fut inaugurée en 1847 et dédiée à saint Nicolas. Elle fut plusieurs fois endommagée durant ces 115 années de service, avant sa destruction totale par le cyclone Jennie en 1962.

## Histoire
En 1847, l’église de Champ Borne est inaugurée et dédiée à saint Nicolas. Le 11 janvier 1853, Mgr Florian Desprez, évêque de Saint-Denis de La Réunion, l’érige en paroisse. Alors que Champ Borne se trouvait sous la juridiction de la ville de Saint-André, le lieu-dit acquiert son indépendance par décret. L’église obtient ainsi toutes les prérogatives et tous les droits canoniques sur un territoire qui s’étend de la Rivière du Mât au chemin du Trou, et du chemin du Milieu jusqu’au croisement des chemins de Lefayes et de Lacaussade. L’église de la Rivière du Mât les Bas, dépend donc de la paroisse de Champ Borne.Le terrain appartenait quant à lui, à un noble du nom de Georges Louis Dufoix de la Blanchère qui en fit don à l’église le 23 mai 1855.

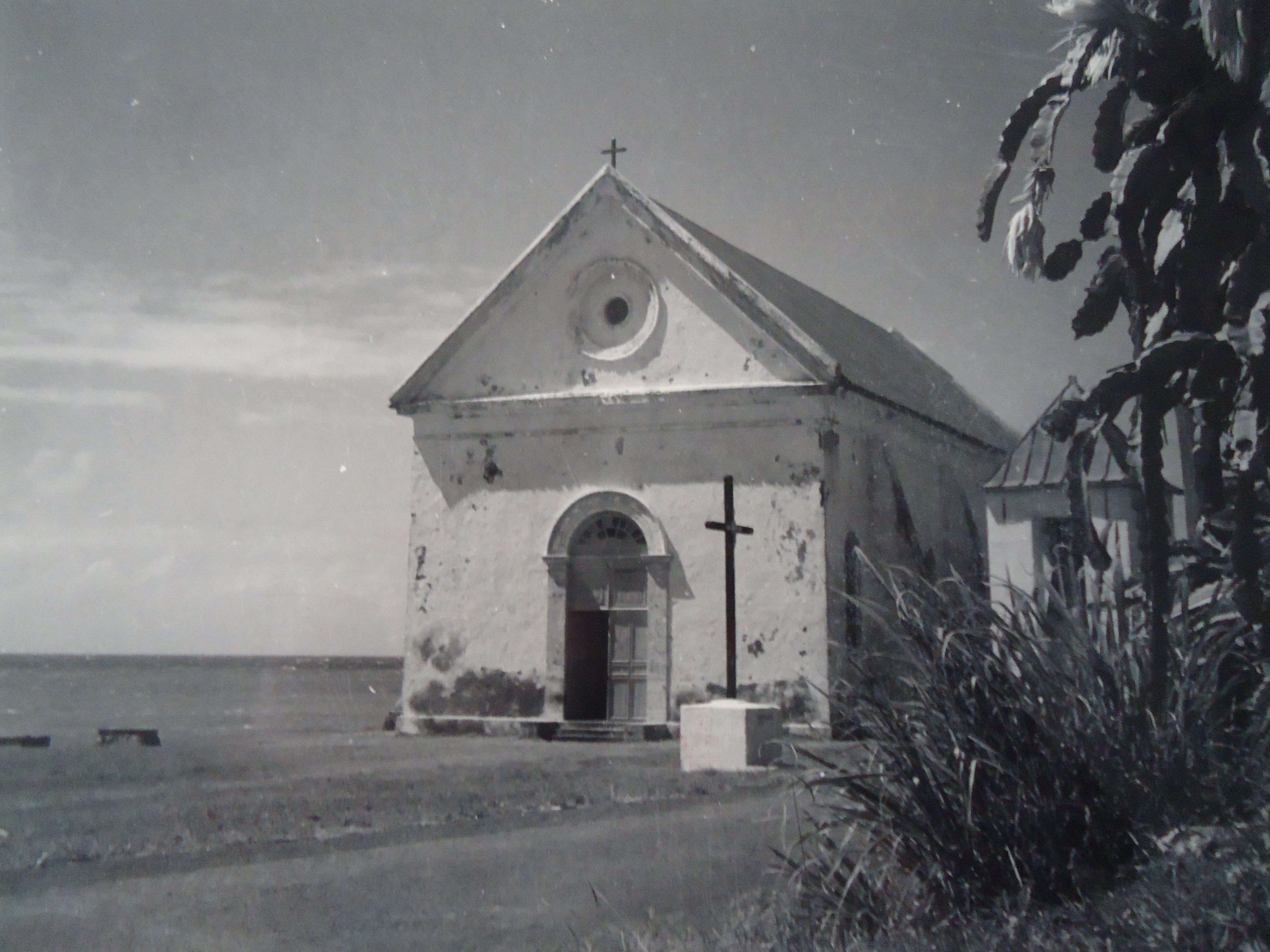
Église Saint-Nicolas au début du siècle dernier.
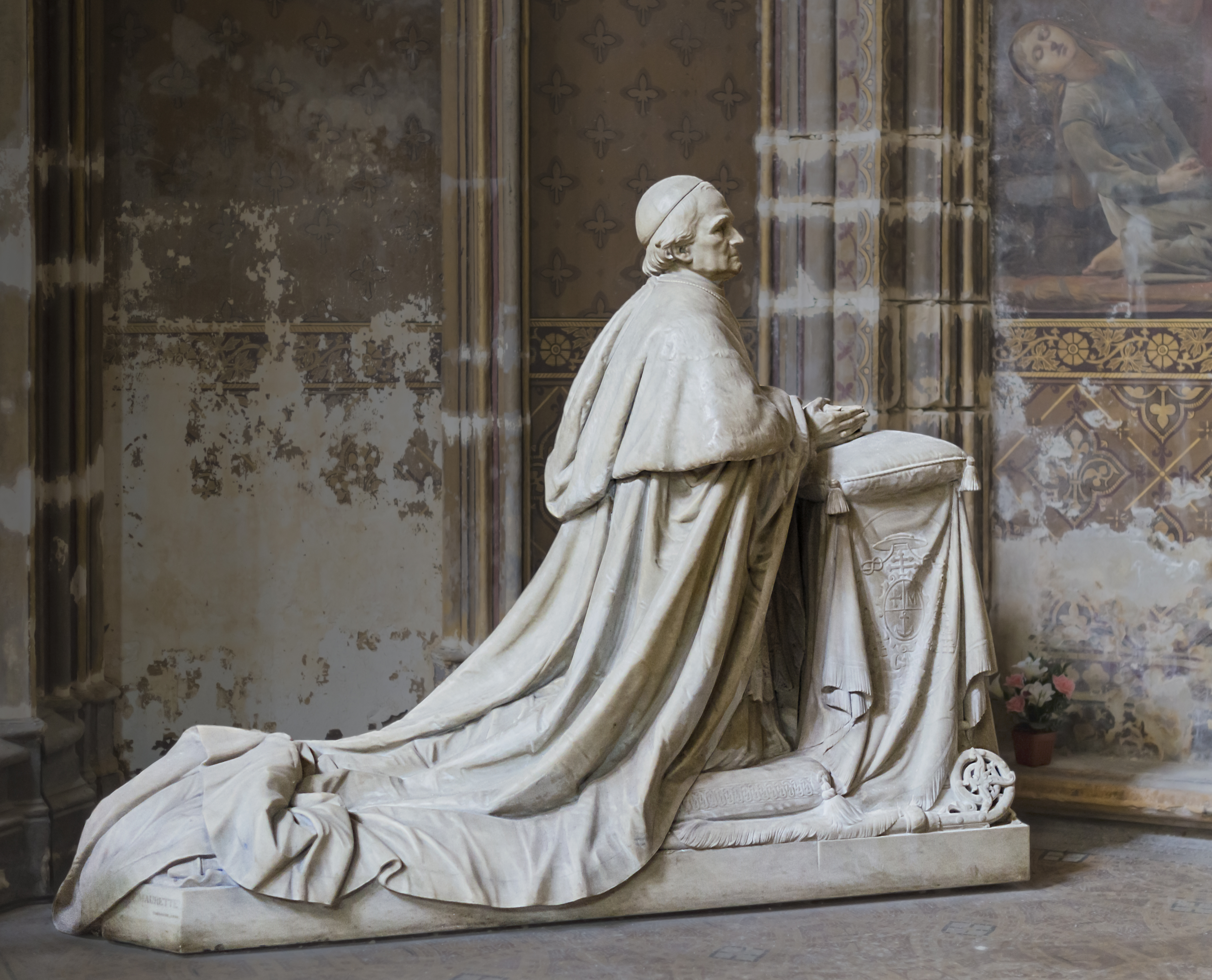
Monseigneur Desprez.

## Chronologie des destructions

### Destructions partielles jusqu'en 1962
L’église, de par sa position géographique dans le sens du vent, subira lors des différents cyclones qui frapperont l’île de La Réunion, de nombreuses destructions :
- En 1857, elle sera restaurée par l’abbé Peyrou.
- En 1863, elle sera restaurée par l’abbé Gallais. En 1881, un cyclone lui arrache sa toiture, l’abbé Pascal la restaure et fait ajouter une voûte, une sacristie et trois contreforts pour la protéger des assauts de l’océan.
- En 1904, les murs de l’église menace de s’effondrer. Le gouverneur Samary ordonne une expertise et décide, pour des raisons de sécurité, de faire fermer le bâtiment. L’abbé de l’époque, l’abbé Baron se retrouve dans la situation délicate d’administrer la paroisse, mais sans église. Par la force des choses, l’abbé rouvrira les portes de l’église en étayant les murs.
- En 1905, un cyclone lui donne le coup de grâce. La vieille bâtisse s’effondre venant ternir tout espoir de reconstruction.
- En 1907, l'abbé Collineau et le premier adjoint au maire décident de relancer la reconstruction. Tous les moyens sont mis à disposition, des bénévoles viendront même prêter main-forte. L’église ouvre ses portes le 27 octobre 1907 après seulement 15 jours de travaux.

Dans son livre, Un voyage dans les mers de l'Inde, scène de vie maritime, le capitaine Henri Massias décrit cette position face aux éléments « Le Champ-Borne n'est qu'un village ; l'établissement de marine avec les bâtiments qui en dépendent forment les constructions les plus apparentes. Elles frappent la vue à l'arrivée sur rade. Une chapelle s'élève sur la pointe du même nom. »

### Destruction par lecyclone Jennie
Le 27 février 1962, une dépression tropicale se forme au sud de l’île de Diego. Le cyclone Jennie qui s’est alors formé se dirige à 35 km/h en direction ouest-sud-ouest, touchant tour à tour l’île Maurice puis l’île de La Réunion. Des rafales de plus de 220 km/h détruisent tout sur leur passage faisant 37 morts. Les habitations sont détruites et font 16 000 sinistrés. L’église de Champ Borne est dévastée et ne sera plus reconstruite.

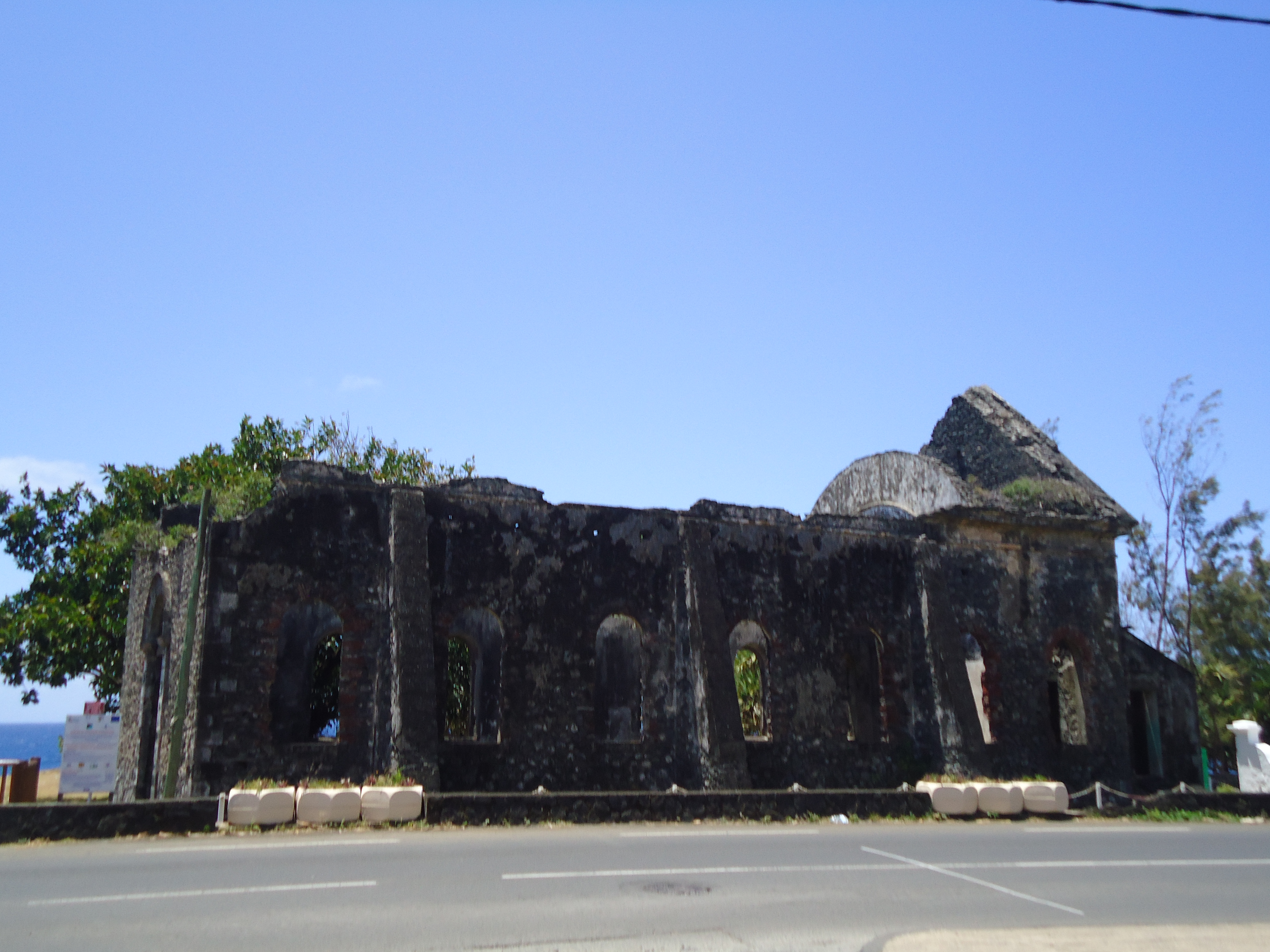
Côté route.
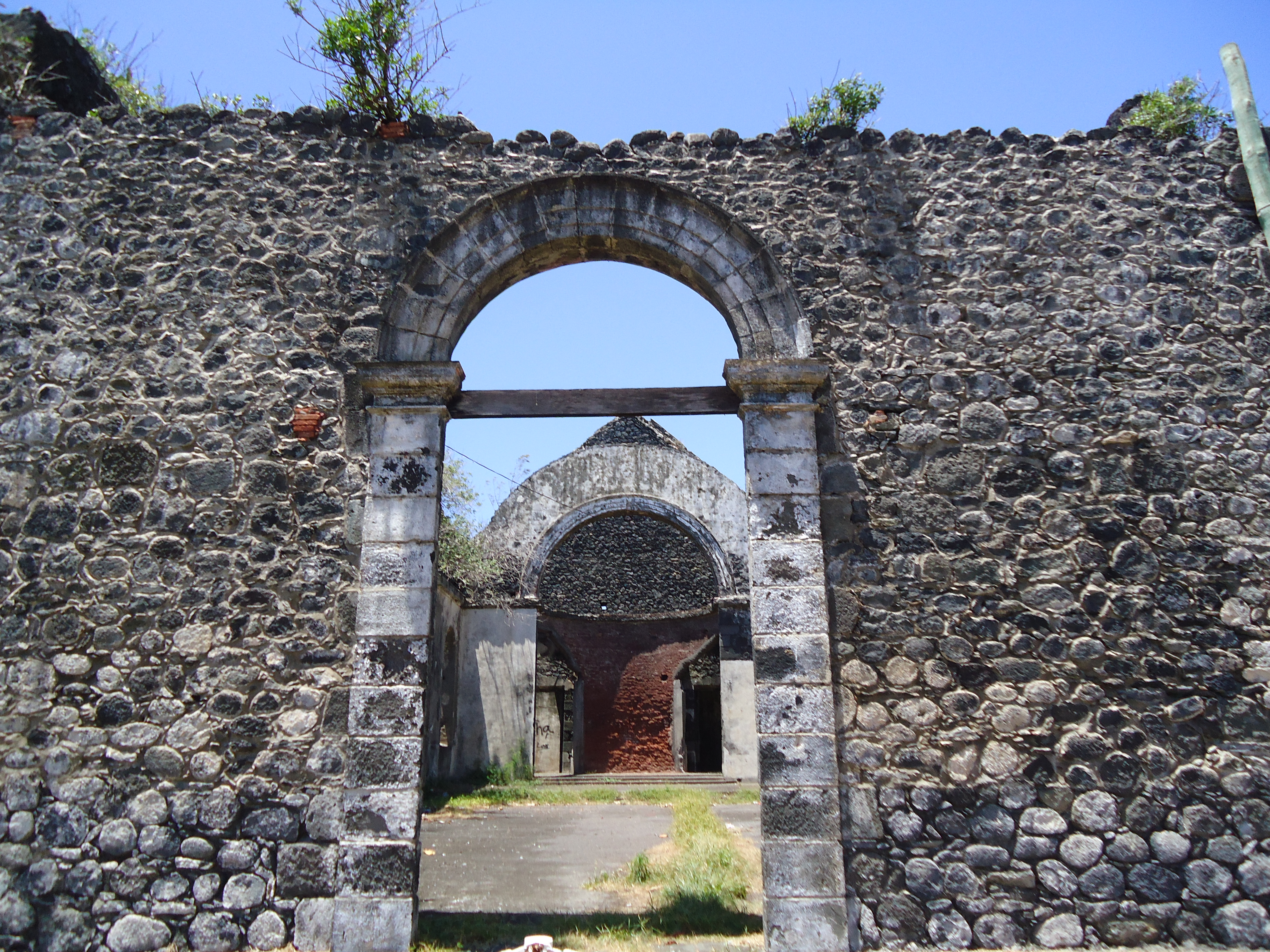
Porte principale.
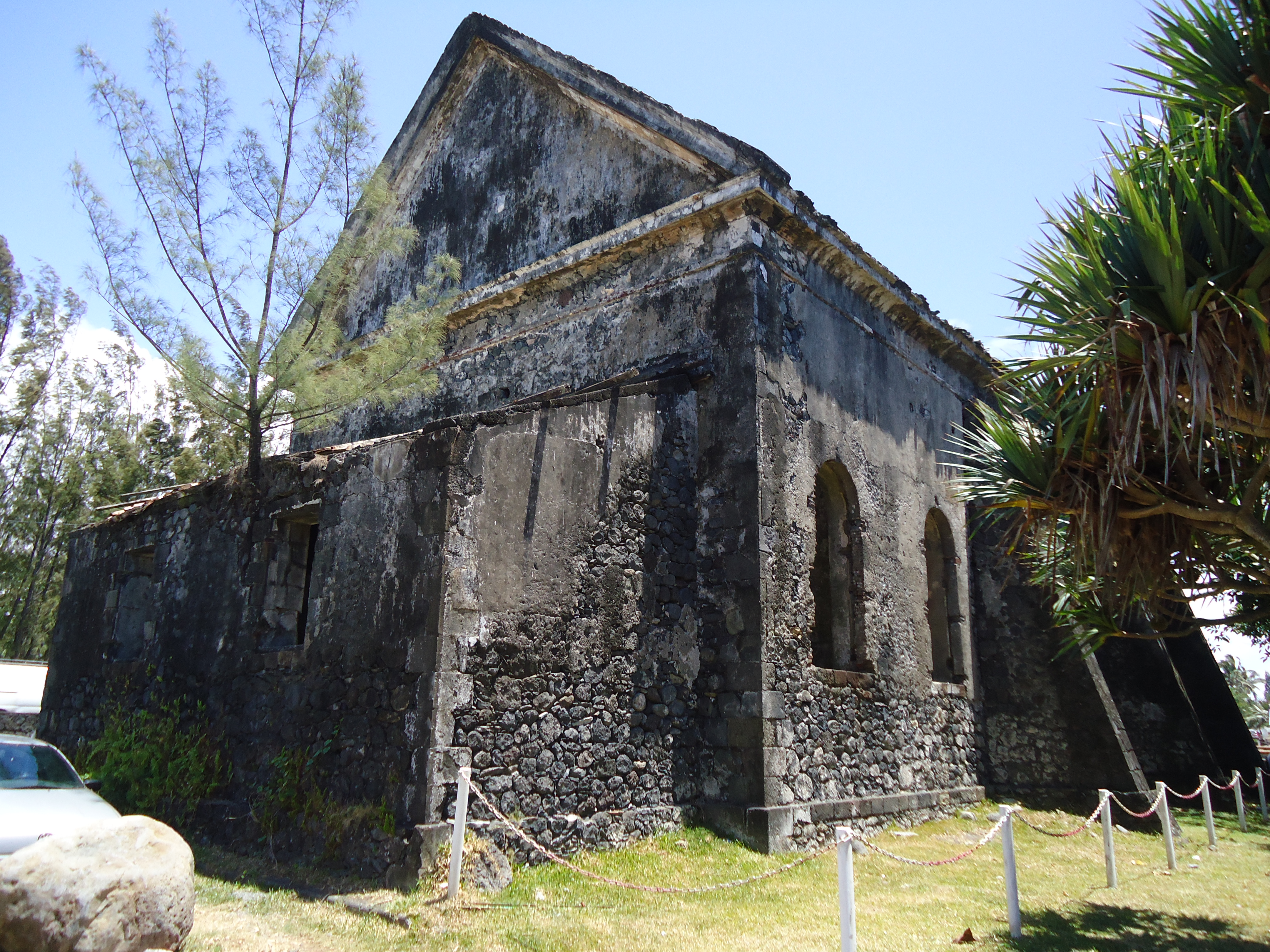
Sacristie.

## Projets autour des ruines de l'église
En 1974, la maison des Jeunes de la Culture de Saint-André, qui a pour but la sauvegarde et le développement des arts et techniques traditionnelles de la Réunion, organise dans l’enceinte du bâtiment dévasté, sa deuxième exposition artisanale. 
Une nouvelle église est construite à 50 mètres de l'ancienne, cette fois-ci dans le sens opposé au vent et à l'abri des assauts de l'océan et des attaques brutales des cyclones.
Plus récemment, Séverine Chauveau, une photographe vivant à La Réunion depuis 18 ans, a réalisé une série photographique qu'elle a appelé "Mémoires". Dans cette série, elle tente de faire apparaître la charge historique du lieu en faisant des prises de vue floues et en noir et blanc.

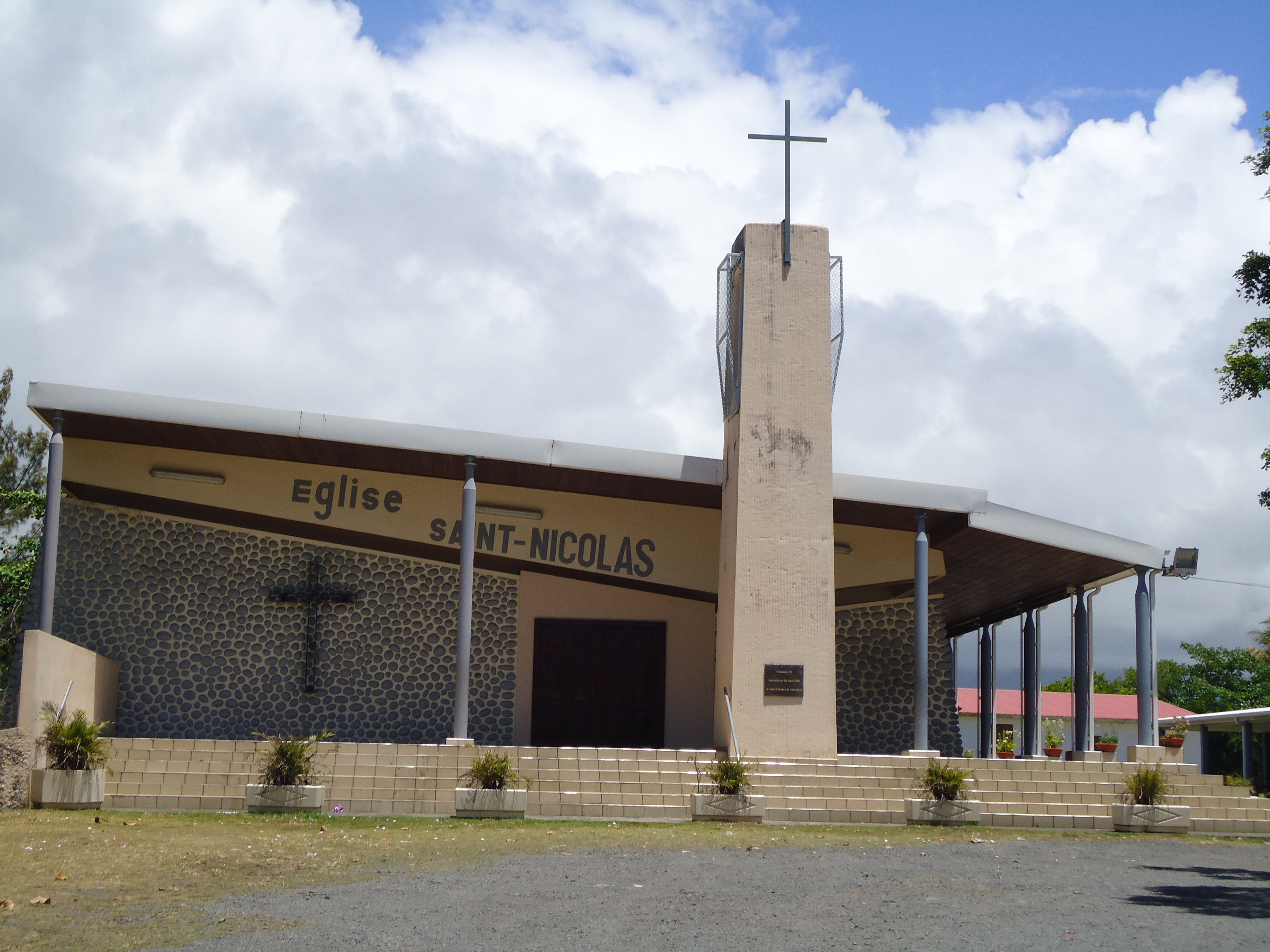
Nouvelle église Saint-Nicolas.

### Documentation bibliographique
Les archives départementales de la Réunion abritent de nombreux documents officiels sur la construction de l'église.
- Emile Baptiste, Saint-André, ma paroisse, Édition du Relié, 1979.
- Enis Rockel, Petite histoire du diocèse de la Réunion, Édition du Signe, 2007.